# Excalibur Almaz

Креслення корабля ТКС

Excalibur Almaz — приватна космічна компанія, створена з метою надавання послуг орбітального космічного туризму, і створення випробувальних стендиів для здійснення експериментів в умовах мікрогравітації на орбіті.
Компанія утворена в 2005 році. Excalibur Almaz розраховує запропонувати своїм клієнтам тижневу подорож на орбіту на космічну станцію, зібрану з радянських модулів.

## Компанія
Excalibur Almaz заснована в місті Дуглас, Острів Мен, з офісами в Х'юстоні і Москві. 
Засновниками компанії виступили: генеральний директор і експерт з космічного права Артур М. Дула та ветеран комерціалізації космосу Бакнер Хайтауер. Головний експерт з різних операцій Лерой Чао, раніше був астронавтом NASA і командиром Міжнародної космічної станції.
До членів консультативної ради входять: колишній директор Космічного центру імені Джонсона Джордж Аббі; Джей Ф. Ханікатт - колишній директор Космічного центру Кеннеді і Lockheed Martin Space Operations, колишній астронавт, літавший на шаттлі; винахідник плазменного ракетного двигуна VASIMR Франклін Чанг-Діас, колишній французький астронавт Жан-Лу Кретьєн, колишні російські космонавти, Володимир Тітов та Юрій Глазков.
Джонатан Кларк, хірург НАСА, що 6 разів літав на Шаттлі і чия дружина загинула на космічному кораблі "Колумбія" в місії STS-107 - є консультантом з скафандрів і з розробки біологічного середовища екіпажу для Екскалібур «Алмаз».
До основних сфер діяльності компанії належить:
- Розробка і виробництво систем корабля.
- Запуск пілотованих орбітальних космічних апаратів і космічних станцій.
- Аерокосмічний, експортний контроль та права інтелектуальної власності.
- Міжнародна торгівля та економіка.
- Корпоративні операції і велике управління проектами.
- Міжнародна комерціалізація і продаж.
- Корпоративні фінанси та велике стратегічне бізнес планування.
- Виробництво обладнання та сучасних матеріалів для аерокосмічної галузі.

## Операції

### Космічний апарат

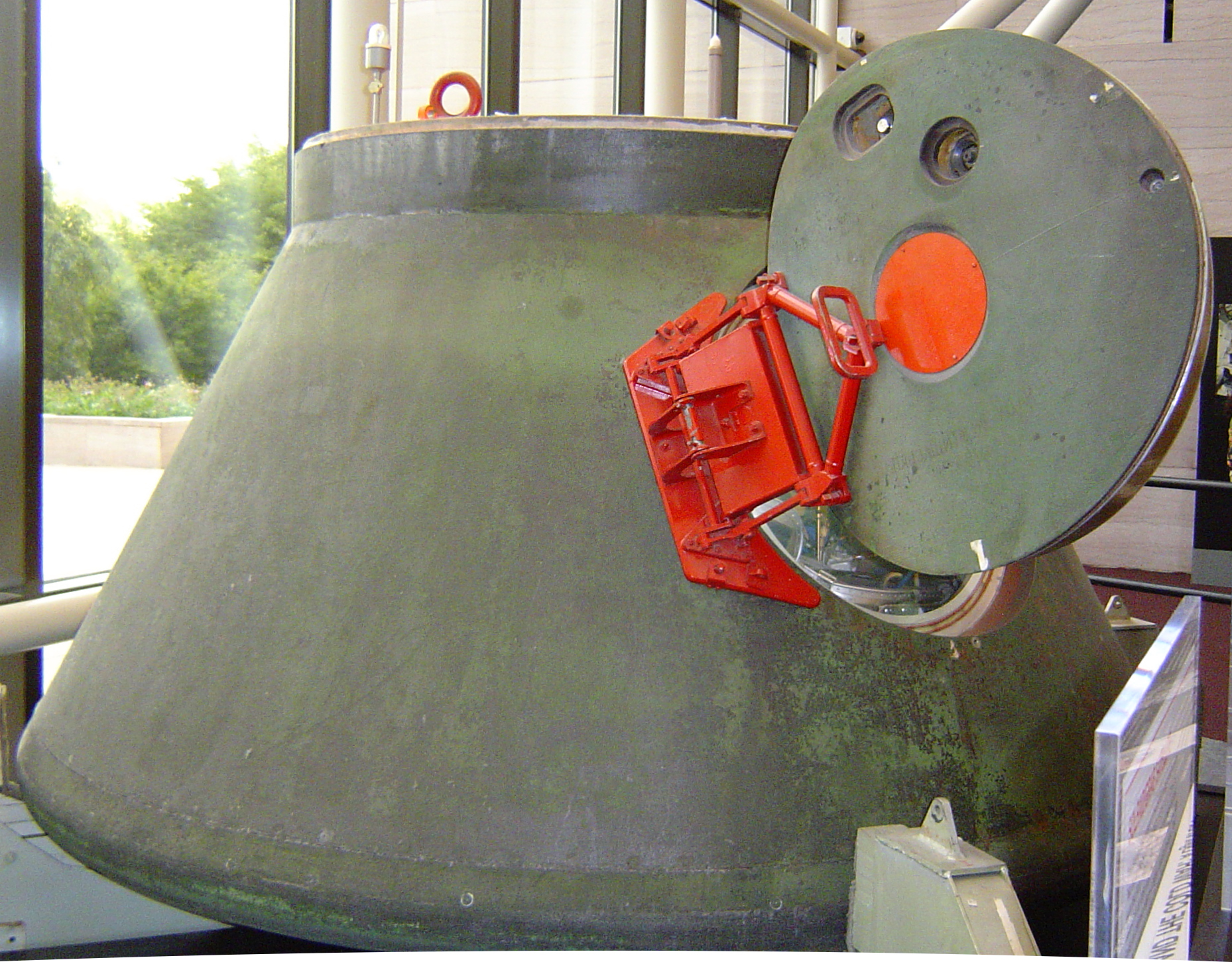
Повертаємий апарат корабля ТКС

В кожному польоті буде можливо виводити на орбіту два чи більше членів екіпажу і командира, а також вантаж, наукові експерименти або інше корисне навантаження.
Космічна система Excalibur Almaz складатиметься з багаторазового транспортного засобу для входу в щільні шари атмосфери (капсули) і модуля підтримки, який забезпечить членів екіпажу простором для роботи в космосі. 
В планах Excalibur Almaz забезпечення сумісності космічних апаратів з різними ракетами-носіями і їх запуск з ряду стартових майданчиків по всьому світу. Кожен політ Excalibur Almaz буде здійснюватися під командуванням досвідчених астронавтів чи космонавтів.
Для інженерної і операційної підтримки, Excalibur Almaz уклав договір з організаціями аерокосмічної промисловості різних країн, в тому числі НВОМ в Росії; EADS Astrium Space Transportation в Європі і "Пілотовані космічні системи" у Японії.
Excalibur Almaz здійснює розробку космічного апарата на основі радянських космічних програм ТКС і космічних станцій Алмаз. Капсули ТКС віддалено нагадують щось середнє між американськими капсулами Джеміні і Аполлон, є унікальними за російськими/радянськими стандартами. Вони обладнані для перевезення трьох пасажирів або для автономної роботи, але на відміну від американської капсули, капсули Алмаз є багаторазовими і розраховані на 50—100 запусків. Вони можуть встановлюватись на декількох варіантах ракет-носіїв, різних космічних держав, і мають системи для забезпечення безпеки своїх пасажирів. Вони використовують парашути і систему м'якої посадки, щоб повернутися на Землю. Посадка на воду також передбачена. 
ТКС транспортний засіб-службовий модуль за конструкцією нагадує ідею, що існувала в США по пілотованій орбітальній лабораторії.

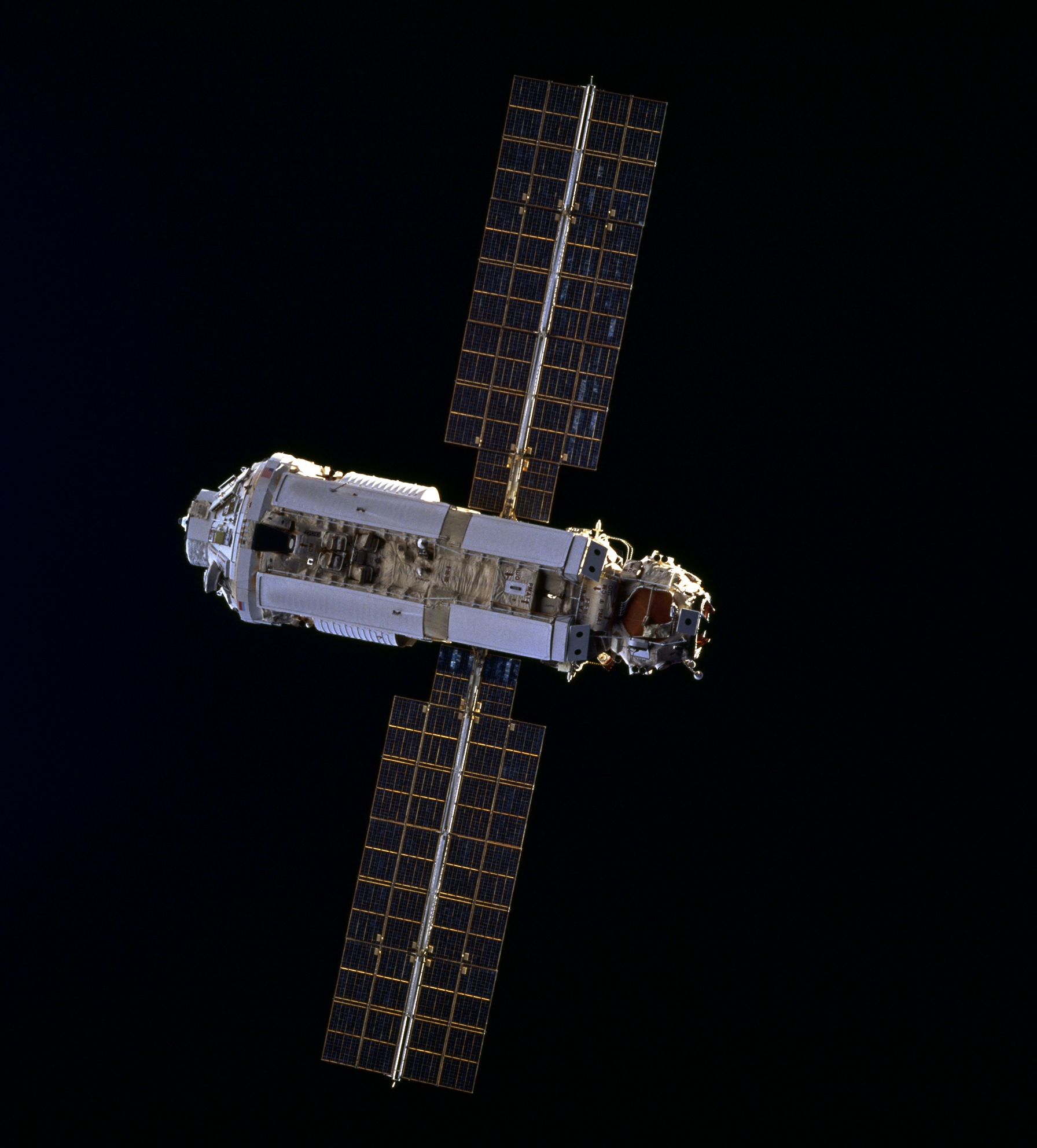
Модуль Заря з МКС

Алмаз-похідні космічні станції безпосередньо пов'язані з модулями, що використовуються на Міжнародній космічній станції в Російському сегменті, такі як Заря, а також радянських та російських Салют і Мир. Це тому, що дизайн оригінальних станцій Алмаз (Салют-2,3, і 5) був використаний як базовий блок на станції Мир та МКС.
Одним з важливих відмінностей орбітальних модулів «Алмаз» є двометрові панорамні ілюмінатори — спочатку цю станцію передбачалося використовувати для фоторозвідки. Excalibur Almaz має два корпуси космічної станції Алмаз, але не має планів для оснащення їх, поки істотного досвіду в бізнесі з апарата, що спускається змонтовані на обслуговування лабораторного модуля.

## Пускові послуги
У 2010 році Excalibur Almaz в партнерстві з космічною компанією Launch Services (SLS) виділили 12 млн дол США (USD) "з метою підготовки до виходу з статті 11 «Про банкрутство» для фінансування стартів компанії «Морський старт». Фінансові інвестиції направлялися у реорганізацію «Морського старту». SLS раніше надав $ 12,5 млн коштів DIP на «Морський старт» у грудні 2009 року.
Існувала імовірність того, що кораблі ТКС та станції типу Алмаз виводитимуться на орбіту носієм Зеніт-3SL. Проте ймовірніше, що станції виводитимуть на орбіту носієм Протон, під які станції даного типу адаптовані в більшій мірі.

## Проблеми компанії
Друга космічна капсула з радянських часів, яка двічі запускалася в космос, мала бути продана в Бельгії 2014-05-07. Російський ВА (Возвращаемий апарат) і вантажний космічний корабель був запропонований берлінським аукціонним будинком "Лемпертц" у галереї в Брюсселі. Капсула вважається першим історичним космічним апаратом, який буде виставлений на продаж у Європі. В цілому, Excalibur Almaz придбала чотири капсули ВА і два модулі Алмаз в надії використовувати комбінований космічний корабель як систему для доставки екіпажу і вантажів на Місяць, астероїди і глибокий космос. 
У вересні 2013 року Дула, Дж. Бакнер Хайтауер та Екскалібур Алмаз були притягнуті до суду за обвинуваченням у шахрайстві в розмірі 300 000 доларів США для запланованого проекту видобутку астероїдів. Справа закінчилася мировою угодою у січні 2014 року. 
У листопада 2014 на Дулу, Б. Дж Бакнер Хайтауера, Роберт А. Хайнлайна і Virginia Heinlein Prize Trust, Excalibur Limited, Excalibur Almaz Limited і Excalibur Almaz USA Inc подала до суду компанія японського підприємця Такафумі Хорі за шахрайство. Зазначалося сума  49 мільйонів доларів США, нібито надана компанією Takafumi. Стверджувалося, що частина цих коштів була витрачена на придбання радянської техніки, яка, як стверджує бізнесмен, виявилася "музейними зразками". Частина грошей також була переведена на власне ім'я Дули. 
У березні 2015 року один з двох корпусів космічних станцій Алмаз, побудованих в радянські часи, разом з  капсулою ВА, був відправлений в морський порт острова Мен. Призначення апаратних засобів залишалося невідомим.